# Батурите (микрорегион)

Батурите на карте.

Батурите (порт. Microrregião de Baturité) — микрорегион в Бразилии, входит в штат Сеара. Составная часть мезорегиона Север штата Сеара. Население составляет 186 943 человека (на 2010 год). Площадь — 2 696,040 км². Плотность населения — 69,34 чел./км².

## Демография
Согласно сведениям, собранным в ходе переписи 2010 г. Национальным институтом географии и статистики (IBGE), население микрорегиона составляет:
| Полное население                             | Полное население                             | Полное население                             | Полное население                             | 186 943 |
| -------------------------------------------- | -------------------------------------------- | -------------------------------------------- | -------------------------------------------- | ------- |
| в том числе:                                 | Городское население                          | 96 485                                       | Процент городского населения, %              | 51,61   |
|                                              | Сельское население                           | 90 458                                       | Процент сельского населения, %               | 48,39   |
|                                              | Мужское население                            | 93 592                                       | Процент мужского населения, %                | 50,06   |
|                                              | Женское население                            | 93 351                                       | Процент женского населения, %                | 49,94   |
| Плотность населения, чел/км²                 | Плотность населения, чел/км²                 | Плотность населения, чел/км²                 | Плотность населения, чел/км²                 | 69,34   |
| Население микрорегиона в % к населению штата | Население микрорегиона в % к населению штата | Население микрорегиона в % к населению штата | Население микрорегиона в % к населению штата | 2,21    |

## Статистика
- Валовой внутренний продукт на 2003 составляет 331 813 006,00 реалов (данные: Бразильский институт географии и статистики).
- Валовой внутренний продукт на душу населения на 2003 составляет 1859,88 реалов (данные: Бразильский институт географии и статистики).
- Индекс развития человеческого потенциала на 2000 составляет 0,636 (данные: Программа развития ООН).

## Состав микрорегиона
В составе микрорегиона включены следующие муниципалитеты:
1. Акарапи
2. Аракояба
3. Аратуба
4. Батурите
5. Капистрану
6. Гуарамиранга
7. Итапиуна
8. Мулунгу
9. Пакоти
10. Палмасия
11. Реденсан